# مورسنگ‌چشم آکری
مورسنگ‌چشم آکری (نام علمی: Thamnophilus divisorius) عضوی از خانواده مورچه‌مرغان (Thamnophilidae) است. نزدیک‌ترین خویشاوندان آن، مورسنگ‌چشم پشت‌رگه‌ای و مورسنگ‌چشم آمازونی هستند.
در سال ۱۹۹۶ در ارتفاعات Acre Arch در ایالت اکری در برزیل کشف شد و در سال ۲۰۰۴ به عنوان یک گونه جدید برای علم توصیف شد.
در جنگل‌های کم‌رشد یافت می‌شود. پراکندگی شناخته شده آن در پارک ملی دورافتاده سرا دو دیویسور در برزیل و پارک ملی سرا دو دیویسور در پرو قرار دارد، اما اعتقاد بر این است که در آنجا رایج است. به دلیل جمعیت ظاهراً پایدار آن، اتحادیه بین‌المللی حفاظت از طبیعت، آن را با وجود گستره نسبتاً محدود، به عنوان گونه‌ای با کمترین نگرانی فهرست کرده‌است.